# Bob McAdoo
Robert Allen "Bob" McAdoo (Greensboro, 25 de setembro de 1951) é um ex-jogador e treinador de basquetebol norte-americano. Durante 14 temporadas na NBA (1972–1986), McAdoo foi cinco vezes All-Star e nomeado o Jogador mais Valioso (MVP) em 1975. Além disso, foi duas vezes campeão da NBA jogando pelo Los Angeles Lakers em 1982 e 1985. Em 2000 foi introduzido no Basketball Hall of Fame como jogador.
McAdoo jogou nas posições Ala-pivô e Pivô em 21 temporadas como profissional, sendo quatorze delas na NBA e as últimas sete na Lega Basket. McAdoo é um dos poucos jogadores a conquistarem o título da NBA e também o da Euroliga, à época chamada de Copa dos Campeões Europeus da FIBA. Mais tarde voltou a vencer na NBA em três ocasiões desta vez como assistente técnico do Miami Heat em 2006, 2012 e 2013.

## Primeiros anos
McAdoo nasceu em Greensboro, Carolina do Norte. Sua mãe, Vandalia, lecionava em uma escola e seu pai, Robert, era zelador na Universidade Estadual Agrícola e Técnica da Carolina do Norte. Enquanto isso, McAdoo estudava na Ben L. Smith High School, onde ele não apenas participava das atividades esportivas de basquetebol, atletismo, como também era integrante da banda marcial da escola tocando Saxofone.
Em seus anos como veterano, McAdoo liderou as equipe de basquetebol e atletismo da escola até as semifinais estaduais, onde ele registrou o novo recorde estadual no salto em altura quando saltou 2,00m, vencendo na ocasião seu futuro colega Bobby Jones, que dividiriam quadra na North Carolina Tar Heels.

## Basquetebol universitário
Ao terminar o ensino médio, McAdoo inicialmente não tinha os resultados dos testes acadêmicos exigidos pelas escolas da Divisão I, então ele escolheu se matricular na Vincennes University, então uma faculdade júnior, em Vincennes, Indiana, de 1969 a 1971. A Vincennes University venceu a NJCAA iDivisão I em 1970, com McAdoo marcando 27 pontos no jogo final. Seu companheiro de quarto era o companheiro de equipe Foots Walker. McAdoo foi nomeado para o quinteto idela All American como veterano em 1971.

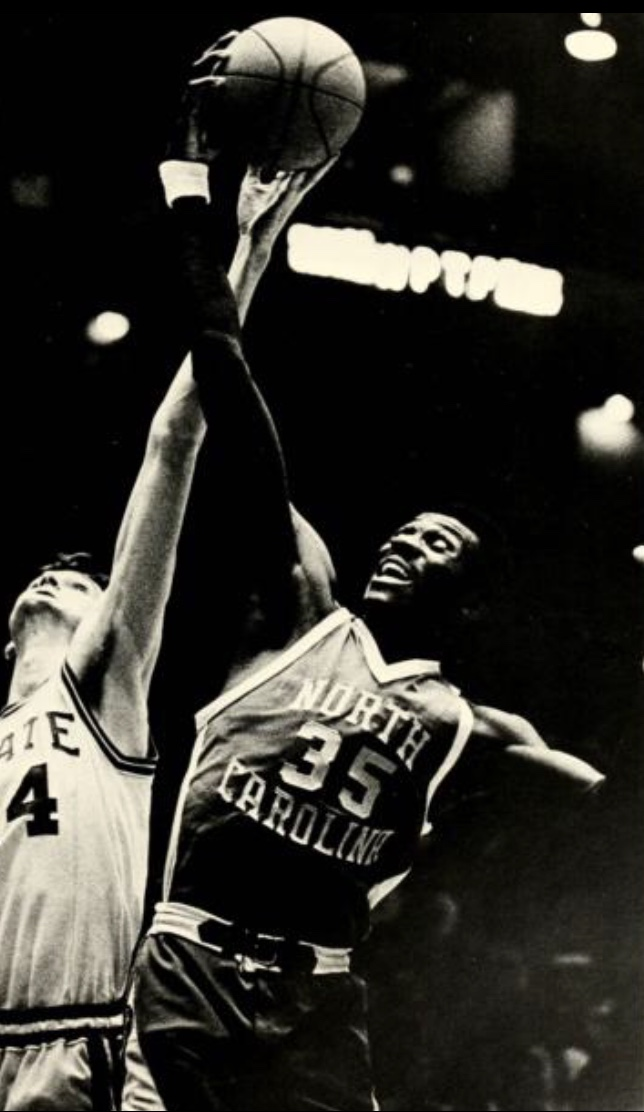
McAdoo em sua única temporada na UNC

Jogando por Vincennes, McAdoo anotou médias de 19,3 pontos e 10 rebotes na temporada de 1969–70 e 25,0 pontos e 11,0 rebotes na temporada posterior.
No verão de 1971, McAdoo pode representar a seleção estadunidense disputando os Jogos Pan-Americanos de 1971 com médias de 11 pontos por jogo.
"Nós realmente não o tínhamos recrutado," disse o técnico da Carolina do Norte, Dean Smith. "Sua mãe nos ligou para o chamarmos, pois todas as escolas pediam por ele, por que a Carolina do Norte não o estava?"
McAdoo matriculou-se na Universidade da Carolina do Norte em 1971 sendo o único jogador oriundo do Junior College recrutado por Dean Smith em toda a sua carreira. McAdoo jogando ao lado de Bobby Jones liderou na temporada 1971-72 os Tar Heels a uma série de 26 vitórias e apenas 5 derrotas, fato que culminou na disputa do Final Four onde foram derrotados por Florida State. McAdoo obteve médias de 19,5 pontos e 10,1 rebotes. A performance de McAdoo foi reconhecida com sua nomeação ao quinteto ideal All-American, além de ser honrado com título de MVP do torneio ACC.
Citando duras dificuldades familiares, McAdoo utilizou-se de cláusula de "dificuldades", prevista até 1977, para ser elegível e disputar o Draft da NBA de 1972. McAdoo consultou seu treinador, Dean Smith, que o encorajou a rumar para a NBA.
McAdoo disse: "Quando eu saí, muitas pessoas estavam muito zangadas e chateadas. Mas Dean me deu sua bênção. Ele me disse: 'Se eles vão oferecer a você esse tipo de dinheiro, acho que você deveria sair para ajudar você e sua família. 'Tive sua bênção. Minha mãe foi totalmente contra ", acrescentou McAdoo," mas meu pai e Dean Smith foram os caras que me fizeram mudar. "

## Carreira Profissional

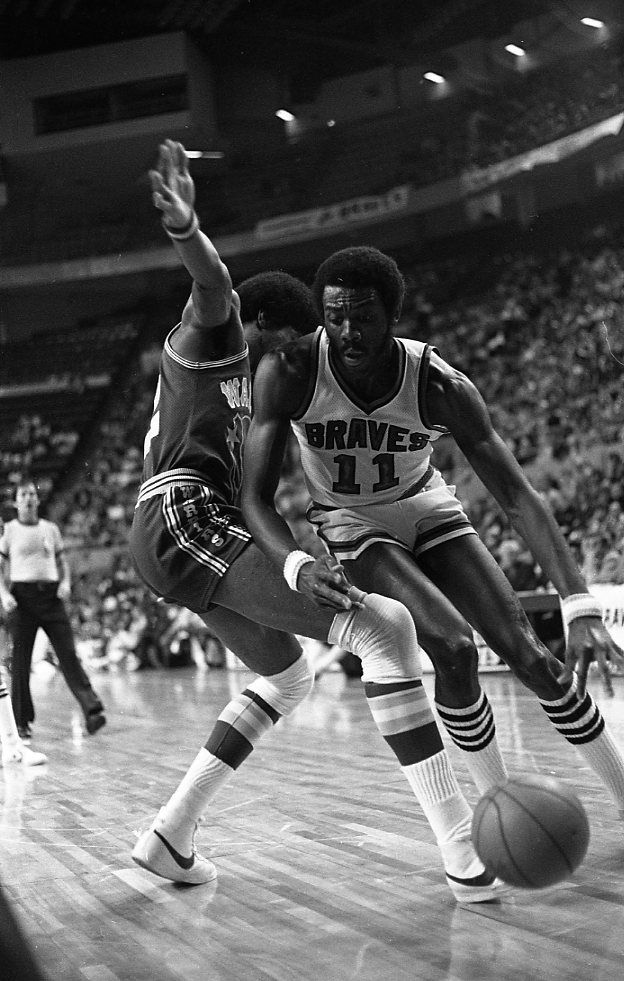
McAdoo (11) jogando pelos Buffalo Braves

### Draft da ABA e NBA em 1972
McAdoo buscou e venceu a elegibilidade antecipada no draft de 1972 da NBA.
No entanto, houve rumores de que McAdoo assinou com o Virginia Squires da rival American Basketball Association depois de um draft "secreto" da ABA em que os nomes dos escolhidos não foram divulgados. Mesmo que nenhum contrato tenha sido produzido e McAdoo negado, supostamente, o comissário da NBA Walter Kennedy aconselhou as equipes da NBA a não convocar McAdoo. Outros relatos foram de que um contrato foi assinado e cancelado, porque McAdoo era muito jovem para assiná-lo e que Buffalo de alguma forma sabia disso. Mais tarde, McAdoo foi de fato apontado como a escolha nº 1 do Draft da American Basketball Association de 1972..

### Buffalo Braves (1972–1976)
Mesmo com os pesares o Buffalo Braves o aceitou e o selecionou como segunda escolha geral no Draft de 1972, após rumores de que as negociações de contrato entre o Portland Trail Blazers e McAdoo não deram certo com a primeira escolha. LaRue Martin foi selecionado pelo Portland. McAdoo assinou com o Braves e rapidamente se tornou um dos principais jogadores da NBA. Em 1973conquistou o NBA Rookie of the Year Award e foi nomeado ao Quinteto ideal entre os novatos da liga. Ele ganhou o primeiro de três títulos consecutivos de pontuação da NBA já na sua segunda temporada.
McAdoo ficou frustrado com a derrota de Buffalo em sua temporada de estreia, dizendo: "Aqui estava eu sentado em Buffalo, estávamos prestes a perder 61 jogos e não tínhamos nenhum jogador. Minha esposa poderia ter ultrapassado essas pessoas."
Sua segunda temporada (1973-74) continua sendo a última vez em que um jogador da NBA obteve uma média de 30,0 pontos e 15,0 rebotes por jogo. McAdoo também liderou a NBA em porcentagem de arremessos de campo em 1973-1974, arremessando 54,7%. Naquele ano, ele aproveitou sua primeira de cinco seleções All-Star.

## Estatísticas na NBA
| † | Campeão da temporada da NBA |
|   | Líder da liga               |
|   | MVP da temporada regular    |

### Temporada Regular
| Ano      | Equipe       | PJ  | PT | MPJ  | AP   | 3P   | LL   | RT   | AS  | BR  | TO  | PPJ  |
| -------- | ------------ | --- | -- | ---- | ---- | ---- | ---- | ---- | --- | --- | --- | ---- |
| 1972–73  | Buffalo      | 80  | —  | 32.0 | .452 | —    | .774 | 9.1  | 1.7 | —   | —   | 18.0 |
| 1973–74  | Buffalo      | 74  | —  | 43.0 | .547 | —    | .793 | 15.1 | 2.3 | 1.2 | 3.3 | 30.6 |
| 1974–75  | Buffalo      | 82  | —  | 43.2 | .512 | —    | .805 | 14.1 | 2.2 | 1.1 | 2.1 | 34.5 |
| 1975–76  | Buffalo      | 78  | —  | 42.7 | .487 | —    | .762 | 12.4 | 4.0 | 1.2 | 2.1 | 31.1 |
| 1976–77  | Buffalo      | 20  | —  | 38.4 | .455 | —    | .696 | 13.2 | 3.3 | 0.8 | 1.7 | 23.7 |
| 1976–77  | New York     | 52  | —  | 39.1 | .534 | —    | .757 | 12.7 | 2.7 | 1.2 | 1.3 | 26.7 |
| 1977–78  | New York     | 79  | —  | 40.3 | .520 | —    | .727 | 12.8 | 3.8 | 1.3 | 1.6 | 26.5 |
| 1978–79  | New York     | 40  | —  | 39.9 | .541 | —    | .651 | 9.5  | 3.2 | 1.6 | 1.2 | 26.9 |
| 1978–79  | Boston       | 20  | —  | 31.9 | .500 | —    | .670 | 7.1  | 2.0 | 0.6 | 1.0 | 20.6 |
| 1979–80  | Detroit      | 58  | —  | 36.2 | .480 | .125 | .730 | 8.1  | 3.4 | 1.3 | 1.1 | 21.1 |
| 1980–81  | Detroit      | 6   | —  | 28.0 | .366 | —    | .600 | 6.8  | 3.3 | 1.3 | 1.2 | 12.0 |
| 1980–81  | New Jersey   | 10  | —  | 15.3 | .507 | .000 | .810 | 2.6  | 1.0 | 0.9 | 0.6 | 9.3  |
| 1981–82  | LA Lakers†   | 41  | 0  | 18.2 | .458 | .000 | .714 | 3.9  | 0.8 | 0.5 | 0.9 | 9.6  |
| 1982–83  | LA Lakers    | 47  | 1  | 21.7 | .520 | .000 | .730 | 5.3  | 0.8 | 0.9 | 0.9 | 15.0 |
| 1983–84  | LA Lakers    | 70  | 0  | 20.8 | .471 | .000 | .803 | 4.1  | 1.1 | 0.6 | 0.7 | 13.1 |
| 1984–85  | LA Lakers †  | 66  | 0  | 19.0 | .520 | .000 | .753 | 4.5  | 1.0 | 0.3 | 0.8 | 10.5 |
| 1985–86  | Philadelphia | 29  | 0  | 21.0 | .462 | —    | .765 | 3.6  | 1.2 | 0.3 | 0.6 | 10.1 |
| Carreira |              | 852 | 1  | 33.2 | .503 | .081 | .754 | 9.4  | 2.3 | 1.0 | 1.5 | 22.1 |
| All-Star |              | 5   | 3  | 25.2 | .578 | —    | .737 | 6.0  | 1.2 | 0.8 | 0.4 | 17.6 |

### Playoffs
| Ano      | Equipe       | PJ | PT | MPJ  | AP   | 3P   | LL   | RT   | AS  | BR  | TO  | PPJ  |
| -------- | ------------ | -- | -- | ---- | ---- | ---- | ---- | ---- | --- | --- | --- | ---- |
| 1974     | Buffalo      | 6  | —  | 45.2 | .478 | —    | .809 | 13.7 | 1.5 | 1.0 | 2.2 | 31.7 |
| 1975     | Buffalo      | 7  | —  | 46.7 | .481 | —    | .740 | 13.4 | 1.4 | 0.9 | 2.7 | 37.4 |
| 1976     | Buffalo      | 9  | —  | 45.1 | .451 | —    | .707 | 14.2 | 3.2 | 0.8 | 2.0 | 28.0 |
| 1978     | New York     | 6  | —  | 39.7 | .484 | —    | .600 | 9.7  | 3.8 | 1.2 | 2.0 | 23.8 |
| 1982     | LA Lakers†   | 14 | —  | 27.7 | .564 | —    | .681 | 6.8  | 1.6 | 0.7 | 1.5 | 16.7 |
| 1983     | LA Lakers    | 8  | —  | 20.8 | .440 | .333 | .786 | 5.8  | 0.6 | 1.4 | 1.3 | 10.9 |
| 1984     | LA Lakers    | 20 | —  | 22.4 | .516 | .000 | .704 | 5.4  | 0.6 | 0.6 | 1.4 | 14.0 |
| 1985     | LA Lakers †  | 19 | 0  | 20.9 | .472 | .000 | .745 | 4.5  | 0.8 | 0.5 | 1.4 | 11.4 |
| 1986     | Philadelphia | 5  | 0  | 14.6 | .556 | —    | .875 | 2.8  | 0.4 | 0.8 | 1.0 | 10.8 |
| Carreira |              | 94 | 0  | 28.9 | .491 | .250 | .724 | 7.6  | 1.4 | 0.8 | 1.6 | 18.3 |

## Prêmios e Homenagens
Como Jogador
- Membro do Naismith Basketball Hall of Fame: 2000
- NBA:
  - 2x Campeão da NBA: 1982 e 1985;
  - NBA Most Valuable Player (MVP): 1975;
  - NBA Rookie of the Year: 1973;
  - 3x NBA Scoring Champion: 1974, 1975, 1976;
  - 5x NBA All-Star: 1974, 1975, 1976, 1977, 1978;
  - 2x All-NBA Team:
    - primeiro time: 1975;
    - segundo time: 1974;

  - NBA All-Rookie Team:
    - primeiro Time: 1973;

  - Um dos 75 grandes jogadores da história da NBA

Como assistente-técnico
- NBA:
  - 3x Campeão da NBA: 2006, 2012  e 2013;

Basquete FIBA
- Um dos 50 Maiores Contribuintes da Euroliga: 2008
  - Campeão da Copa Intercontinental FIBA: 1987;
  - 2x Campeão da Euroliga: 1987 e 1988;
  - 2x MVP do Final Four da Euroliga: 1988;
  - Cestinha da Euroliga: 1988;
  - 2x Campeão da Liga Italiana: 1987 e 1989;
  - Campeão da Copa da Itália: 1987;